# Microtachycines tamdaonensis
Microtachycines tamdaonensis är en insektsart som beskrevs av Andrej Vasiljevitj Gorochov 1992. Microtachycines tamdaonensis ingår i släktet Microtachycines och familjen grottvårtbitare. Inga underarter finns listade i Catalogue of Life.